# Hemiculter elongatus
Hemiculter elongatus är en fiskart som beskrevs av Nguyen och Ngo 2001. Hemiculter elongatus ingår i släktet Hemiculter och familjen karpfiskar. IUCN kategoriserar arten globalt som otillräckligt studerad. Inga underarter finns listade i Catalogue of Life.